# FN Trombone
El FN Trombone es un fusil de corredera desmontable.

## Historia y desarrollo
Fue diseñado por John Moses Browning en 1919, patentado el 1 de agosto de 1922 y fabricado por FN Herstal desde 1922 hasta 1974. Los modelos producidos después de 1969 tienen estampado el código de producto "W".
Las culatas de los primeros modelos eran susceptibles a resquebrajarse, defecto atribuido a veces a la forma del cajón de mecanismos. En los modelos posteriores, como aquellos con punto de mira en cola de milano, se resolvió este problema. El guardamano de todos los modelos también puede resquebrajarse, ya que la madera entre el depósito y el cañón es especialmente delgada.